# Nocticanace ashlocki
Nocticanace ashlocki är en tvåvingeart som beskrevs av Wirth 1969. Nocticanace ashlocki ingår i släktet Nocticanace och familjen Canacidae. Inga underarter finns listade i Catalogue of Life.